# Dolheni (okręg Sălaj)
Dolheni – wieś w Rumunii, w okręgu Sălaj, w gminie Ileanda. W 2011 roku liczyła 85 mieszkańców.